# Kitui County
Kitui County (bis 2010 Kitui District) ist ein County in Kenia. Die Hauptstadt ist Kitui. Im County lebten 2019 1.136.187 Menschen auf 24.385,1 km².

## Geografie
Das County ist in zehn Divisionen unterteilt: Central, Chuluni, Matinyani, Mwitika, Mutitu, Ikutha, Yatta, Mutongoni, Mutomo und Mutha. Das Klima im County ist semi-arid, 40 % der Fläche des Countys gelten als landwirtschaftlich nutzbar, nur 1 % ist mit Wald bewachsen.
Der zentrale Teil des County ist ein hügelige Landschaft, die von weitgestreckten Tiefebenen unterbrochen wird. Allgemein liegt das Höhenniveau zwischen 600 und 900 m über dem Meeresspiegel. Die höchstgelegenen Areale sind die zentrale Region, die Mutitu Hills und das Yatta-Plateau. Sie sind daher von größeren Niederschlagsmengen als andere Bereiche des County betroffen, weshalb hier die Landwirtschaft am besten gedeiht. Im Osten liegt das Yatta-Plateau, das sich Nord-Süd-Richtung ausdehnt und von den Flüssen Athi und Tiva begrenzt ist. Das Relief diese Hochebene wird nur von flachen Talniederungen unterbrochen.
Die meisten Einwohner sind Christen, zudem lebt eine muslimische Minderheit in den wichtigsten Städten.

## Wirtschaft

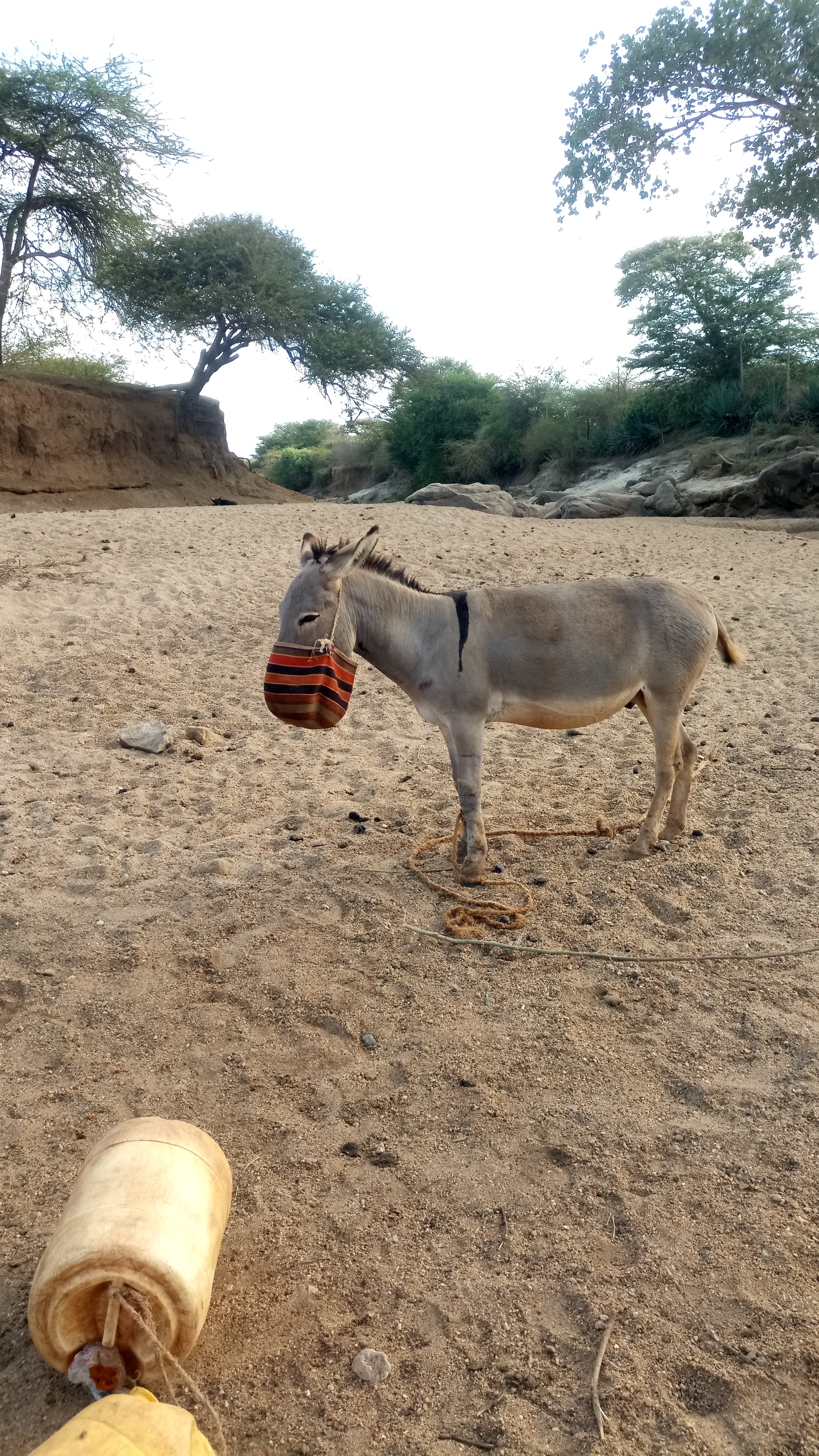
Esel in Kitui County

75 % der Bevölkerung bezieht ihren Lebensunterhalt von Tätigkeiten in der Landwirtschaft, 2005 lebten dabei 69 % der Menschen im Kitui County unterhalb der Armutsgrenze. Die Bevölkerung lebt von der Viehzucht, hauptsächlich werden Rinder, Schafe und Ziegen gezüchtet. Ein kleinerer Teil der Menschen lebt von Geflügelzucht und Imkerei. Auf den landwirtschaftlich genutzten Flächen werden für den Eigenbedarf vorrangig Mais, Bohnen, Sorghum, Saubohnen, Hirse und Cassava angebaut. Für den Handel kultiviert man Baumwolle, Tabak, Mangos, Bananen, Süßkartoffeln, Auberginen, Okra und Spinat.
Im Gebiet des County gibt es mehrere mineralische Rohstoffvorkommen. Die größte wirtschaftliche Bedeutung nimmt die Kohle im Mui-Becken (ca. 1 Milliarde Tonnen) und der Gips im Mwingi-Gebiet ein.
Zudem gibt es technisch entwickelte Betriebe für die Gewinnung von Honig und Gips, ferner für die Obstverarbeitung.

## Infrastruktur
2002 verfügte das County über 75 km Asphaltstraße, knapp 270 km des Straßennetzes waren geschottert, der Rest besteht aus Erdstraßen, die während der Regenzeit mitunter unpassierbar werden. Im Bezirk gab es 2002 66 Telefonzellen und 16 Postämter, außerdem elf Finanzinstitute. Außerhalb der Hauptstadt Kitui gibt es keinen Zugang zu elektrischem Strom, der Energiebedarf wird hauptsächlich über Holz und Kohle gedeckt. Fast 90 % der Haushalte in der Region haben keinen direkten Zugang zu sauberem Wasser.

## Gesundheitswesen
Kitui County verfügt über insgesamt 92 Einrichtungen des Gesundheitswesens, darunter vier Krankenhäuser und fünf Altenheime. 
Das Kitui County Hospital als größtes der Krankenhäuser verfügt über 200 Betten. Die Kindersterblichkeit im County ist hoch, 9,8 % der Kinder sterben vor ihrem 5. Geburtstag. Das Verhältnis Arzt-Patient beträgt 1:16.000. Die HIV/Aids-Inzidenz liegt bei 14 %.